# Mandala Airlines
Mandala Airlines (Marketingname zuletzt Tigerair Mandala) war eine indonesische Fluggesellschaft mit Sitz in Jakarta und Basis auf dem Flughafen Soekarno-Hatta.

## Geschichte

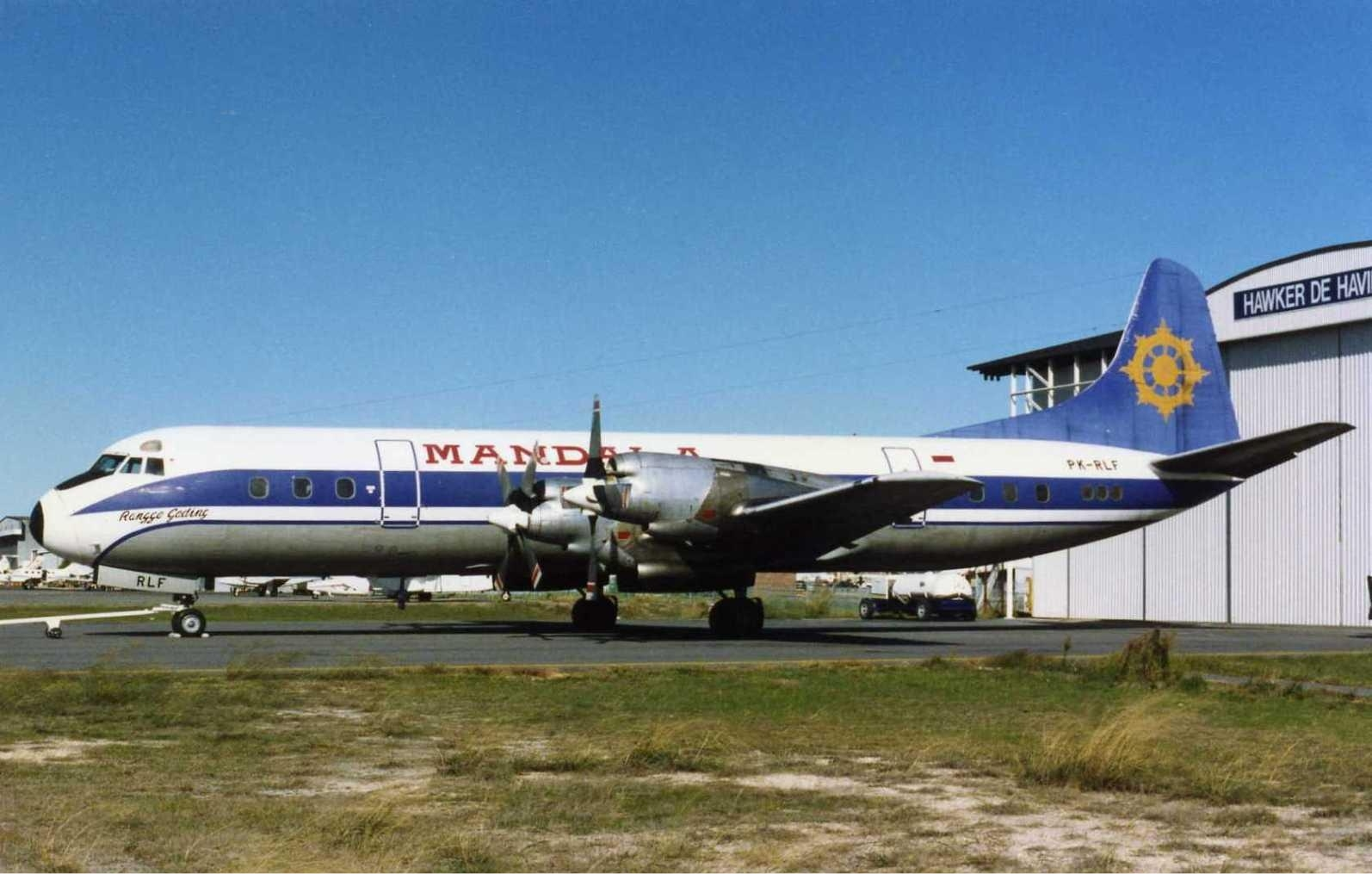
Lockheed L-188 der Mandala Airlines

Mandala Airlines wurde 1969 gegründet und nahm im gleichen Jahr den Flugbetrieb auf. Die Fluggesellschaft gehörte zu 90 Prozent Yayasan Dharma Putra Kostrad, die restlichen 10 Prozent waren zwischen Dharma, Kencana, Sakti und Nusamba verteilt. Die Gesellschaft hatte 1322 Angestellte. Mandala war Mitglied des übertragbaren Ticketsystems der Indonesian National Air Carriers Association, das es Passagieren erlaubt, ihre Tickets bei jedem der teilnehmenden Transportgesellschaften zu benutzen. Sie befand sich seit 2006 im Besitz der indonesischen Investmentfirmen Indigo Partners und Cardig International.
Im August 2007 wurde die Fluggesellschaft zusammen mit allen indonesischen Fluggesellschaften auf die Liste der Betriebsuntersagungen für den Luftraum der Europäischen Union gesetzt. Dieses Verbot wurde mit der aktualisierten Liste von 2009 wieder aufgehoben.
Am 13. Januar 2011 wurde der Flugbetrieb vorübergehend eingestellt. Als Grund dafür wurde eine erforderliche Restrukturierung aufgrund hoher Schulden genannt. Am 5. April 2012 wurde der Flugbetrieb mit einer verkleinerten Flotte wieder aufgenommen. Das nötige Kapital erwarb man durch den Verkauf eines 33-prozentigen Anteils am Unternehmen an die Tiger-Airways-Gruppe. Diese war danach für den operativen Betrieb zuständig und änderte am 3. Juli 2013 den Marketingnamen der Mandala Airlines zu Tigerair Mandala; das Luftverkehrsbetreiberzeugnis (AOC) lautete jedoch weiterhin auf Mandala Airlines. Am 1. Juli 2014 stellte die Gesellschaft mit dem Flug Hongkong – Denpasar den Betrieb ein und meldete Im Dezember 2014 Insolvenz an.

## Flotte

### Flotte bei Betriebseinstellung
Die Flotte der Mandala Airlines bestand im Dezember 2013 aus neun Flugzeugen:
- 09 Airbus A320-200

### Zuvor eingesetzte Flugzeuge
Im Laufe ihres Bestehens setzte Mandala Airlines auch folgende Flugzeugtypen ein:
- Airbus A319
- Airbus A320
- Antonow An-12
- Avro 748
- Boeing 707
- Boeing 727-200
- Boeing 737-200
- Boeing 737-400
- Douglas DC-3/C-47
- Fokker F-27
- Fokker F28-3000
- Lockheed L-188 Electra
- NAMC YS-11
- Vickers Viscount

## Zwischenfälle
Von 1975 bis zur Betriebseinstellung 2014 kam es bei Mandala Airlines zu 11 Totalschäden von Flugzeugen. Bei 3 davon kamen 224 Menschen ums Leben. Auszüge:
- Am 1. Februar 1975 überrollte eine Vickers Viscount 806 der Mandala Airlines (Luftfahrzeugkennzeichen PK-RVM) auf dem Flughafen Taipeh-Songshan das Landebahnende und kam erst in einem Reisfeld zum Stillstand. Alle Insassen überlebten den Unfall. Das Flugzeug wurde irreparabel beschädigt.[13]

- Am 7. Januar 1976 überrollte eine Vickers Viscount 806 der Mandala Airlines (PK-RVK) am Flughafen Manado das Ende der nassen Landebahn um 180 Meter und wurde irreparabel beschädigt. Alle 16 Insassen überlebten den Unfall.[14]

- Am 18. Oktober 1977 stürzte eine Hawker Siddeley HS 748-232 der Mandala Airlines (PK-RHS) nach dem Start vom Flughafen Manila (Philippinen) in ein Wohngebiet. Die Maschine befand sich auf einem Testflug für ihre weitere Zulassung, bei dem das Triebwerk Nr. 2 (rechts) absichtlich abgestellt worden war. Von den fünf Besatzungsmitglieder kamen 2 ums Leben, auch wurden 3 Menschen am Boden getötet.[15][16]

- Am 1. Mai 1981 geriet eine Vickers Viscount 832 der Mandala Airlines (PK-RVN) bei der Landung auf dem Flughafen Semarang (Indonesien) von der Landebahn ab. Das Bugfahrwerk und rechte Hauptfahrwerk brachen zusammen, wobei das Flugzeug irreparabel beschädigt wurde. Alle 44 Insassen, vier Besatzungsmitglieder und 40 Passagiere, überlebten.[17]

- Am 13. Januar 1985 kam es mit einer Vickers Viscount 806 der Mandala Airlines (PK-RVT) auf dem Flughafen Yogyakarta zu einer Bauchlandung. Alle 49 Insassen überlebten.[18]

- Am 24. Juli 1992 wurde eine Vickers Viscount 816 der Mandala Airlines (PK-RVU) etwa 15 Kilometer westlich des Zielflughafens Ambon (Molukken) in einen 700 Meter hohen Berg geflogen. Alle 70 Insassen wurden dabei getötet. Dies war der Unfall mit den meisten Todesopfern an Bord einer Viscount (ohne Personenschäden am Boden).[19]

- Am 5. September 2005 raste eine Boeing 737-200 (PK-RIM) der Mandala Airlines beim Start vom Polonia Flughafen in Medan über die Startbahn hinaus und in ein nahegelegenes Wohngebiet. Dabei fanden 149 Personen den Tod, inkl. 49 Menschen am Boden. Diese Maschine hatte vorher im Dienst der Lufthansa (D-ABHK) und der Tunisair (TF-ABY) gestanden (siehe auch Mandala-Airlines-Flug 91).[20]